# Ritratto di Luis Buñuel
Ritratto di Luis Buñuel è un dipinto a olio su tela di 70 × 60 cm realizzato nel 1924 dal pittore spagnolo Salvador Dalí.
È conservato nel Museo Nacional Centro de Arte Reina Sofía di Madrid.

## Descrizione
L'uomo raffigurato è il regista Luis Buñuel, grande amico del pittore, insieme al quale collaborò per la realizzazione di alcune pellicole cinematografiche, tra cui Un chien andalou e L'âge d'or.
Il cineasta è ritratto di tre quarti, con lo sguardo rivolto verso la sinistra della tela: l'espressione è severa, gli occhi chiari grandi ed espressivi, i lineamenti decisi e la capigliatura ben curata. Indossa una giacca scura il cui cromatismo ben si sposa con il nero corvino dei capelli ed il cielo bigio.
Dietro le sue spalle si intravede un paesaggio cittadino tra il metafisico ed il surrealista.